# فرناندو غابرييل غارسيا
فرناندو غابرييل غارسيا (بالإسبانية: Fernando Garcia) مواليد 31 أغسطس 1981 في بوينس آيرس، هو لاعب كرة يد أرجنتيني يلعب كحارس مرمى. مثل منتخب الأرجنتين لكرة اليد. شارك في دورة الألعاب الأولمبية الصيفية سنة 2012. حقق المركز الأول في دورة الألعاب الأمريكية 2011.

## سجل المنافسة
شارك في البطولات التالية:
- بطولة العالم لكرة اليد للرجال 2015
- الألعاب الأولمبية الصيفية 2012
- الألعاب الأولمبية الصيفية 2016

## الميداليات
| الميدالية | المسابقة                    |
| --------- | --------------------------- |
| ذهبية     | دورة الألعاب الأمريكية 2011 |
| فضية      | دورة الألعاب الأمريكية 2015 |

## روابط خارجية
- فرناندو غابرييل غارسيا على موقع الاتحاد الفرنسي لكرة اليد (الفرنسية)
- فرناندو غابرييل غارسيا على موقع أوليمبيديا (الإنجليزية)
- فرناندو غابرييل غارسيا على موقع اللجنة الأولمبية الأرجنتينية (الإسبانية)